# Semiothisa unipunctaria
Semiothisa unipunctaria là một loài bướm đêm trong họ Geometridae.